# Ziyang
Pour les articles homonymes, voir Ziyang (homonymie).
Ziyang (资阳 ; pinyin : Zīyáng) est une ville de la province du Sichuan en Chine.

## Subdivisions administratives
La ville-préfecture de Ziyang exerce sa juridiction sur quatre subdivisions - un district, une ville-district et deux xian :
- le district de Yanjiang - 雁江区 Yànjiāng Qū ;
- la ville de Jianyang - 简阳市 Jiǎnyáng Shì ;
- le xian de Lezhi - 乐至县 Lèzhì Xiàn ;
- le xian d'Anyue - 安岳县 Ānyuè Xiàn.